# Leptoperla angularis
Leptoperla angularis är en bäcksländeart som beskrevs av Günther Theischinger 1981. Leptoperla angularis ingår i släktet Leptoperla och familjen Gripopterygidae. Inga underarter finns listade i Catalogue of Life.